# Sejum Mangascià
Il ras Sejum Mangascià, anche traslitterato Mengesha o anglicizzato come "Seyum Mangasha" (Agawmedir, 21 giugno 1887 – Addis Abeba, 15 dicembre 1960), era uno dei numerosi ras dell'Impero abissino.

## Biografia
Il leul Sejum Mangascià era figlio del ras Mangascià Giovanni e nipote del Nəgusä Nägäst (negus) Giovanni IV d'Etiopia, del quale il padre era figlio naturale legittimato. Per via della sua discendenza, fu rivale di Menelik II, che alla morte dell'imperatore Giovanni IV era divenuto a sua volta imperatore, scavalcando le pretese del resto dei parenti.
Dal 1910 al 1935 fu shum (governatore) della provincia del Tigrè occidentale. Tradizionalmente i governatori delle province avevano anche il titolo di sefari che equivaleva a quello di generale delle forze armate locali in caso di battaglia.
Nella primavera del 1924, insieme ai ras Hailu Tekle Haymanot del Goggiam, Mulugeta Yeggazu di Illubabor, Makonnen Endelkachew e al blattengeta Heruy Welde Sellase, accompagnarono il ras Tafari Makonnen di Scioà, allora principe ereditario e reggente d'Etiopia per il non ancora incoronato Hailé Selassié. Il gruppo di nobili etiopi visitò Gerusalemme, Il Cairo, Alessandria d'Egitto, Bruxelles, Amsterdam, Stoccolma, Londra, Ginevra ed Atene. Con loro portarono anche sei leoni che offrirono a zoo locali e ai dignitari delle città visitate. In quell'occasione, Sejum Mangascià ottenne l'onorificenza di cavaliere commendatore dell'ordine dell'Impero britannico.

### Comandante dell'Armata del Tigrè

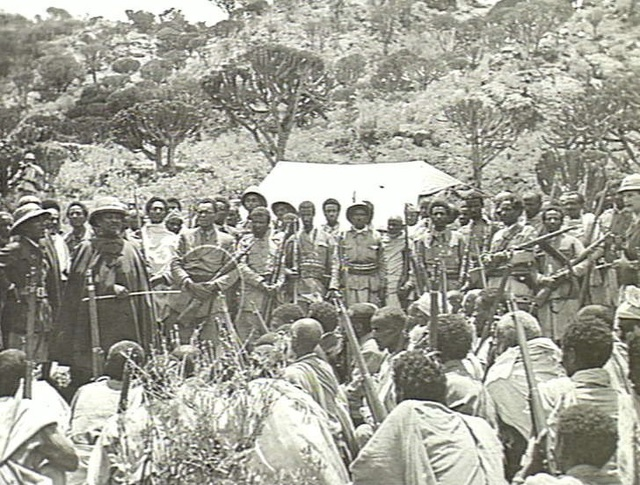
Sejum Mangascià parla alle proprie truppe durante la seconda battaglia dell'Amba Alagi (maggio 1941)

Dall'ottobre del 1935 al febbraio del 1936, durante la seconda guerra italo-etiope, comandò l'armata del Tigrè come ras. Quando il generale Emilio De Bono invase l'Etiopia, ottenne l'ordine di rimanere ad un giorno di distanza dagli italiani che avanzavano e con le forze al suo comando giocò un ruolo significativo nell'offensiva etiope di Natale, nella prima e nella seconda battaglia di Tembien. Il 31 marzo, dopo che l'armata del Tigrè era stata ormai annientata, egli prese parte con l'imperatore Hailé Selassié alla battaglia di Mai Ceu.
Dopo la sconfitta etiope rimase nel proprio paese a combattere gli invasori italiani, ma alla fine si arrese. Trascorse gran parte del suo tempo agli arresti domiciliari ad Addis Abeba.
Giocò un ruolo minore nella liberazione dell'Etiopia durante la seconda guerra mondiale. Tecnicamente si trovò schierato con gli italiani quando ebbe inizio la campagna dell'Africa orientale, ma, il 18 aprile 1940 riuscì a riavvicinarsi all'imperatore Hailé Selassié ed a riconciliarsi con lui, cambiando fronte. Riprese la propria posizione di shum nella provincia del Tigrè e l'imperatore lo rese membro del consiglio della corona dal 1945 sino alla sua morte.

### La ribellione Woyane
Nel 1943 scoppiò la "ribellione Woyane" nella provincia di Endertà, situata nella parte sud-orientale del Tigrè, e Sejum Mangascià venne sospettato di supportare i ribelli: venne richiamato ad Addis Abeba e rimpiazzato dal fitaurari Kifle Dadi e dal degiasmacc Fikre Selassie Ketema oltre che dai generali Tedla Mekeonen e Isayas Gebre Selassie, come comandanti dell'Armata del Tigrè.
Nel 1947 venne nominato shum del Tigrè orientale ed occidentale dopo il tradimento del figlio del ras Gugsa Araya Selassie, il dejazmach Haile Selassie Gugsa, marito della principessa Zenebework Haile Selassie e quindi cognato dell'imperatore Haile Selassie. Sejum Mangascià divenne di conseguenza shum dell'intera provincia del Tigrè, carica che mantenne sino al 1960.

### La morte
Nel dicembre del 1960, la guardia imperiale (Kebur Zabangna) prese il potere in Etiopia con un colpo di Stato, mentre l'imperatore era in visita in Brasile. I capi della congiura costrinsero il principe ereditario a leggere un comunicato radio nel quale dichiarava di accettare la corona al posto del padre ed annunciava delle riforme a governo. L'esercito regolare etiope e la chiesa ortodossa etiope si rifiutarono di sottostare al nuovo governo e il capo della chiesa locale, il patriarca Abuna Basilios, lanciò un anatema contro quanti avrebbero cooperato col nuovo regime.
L'imperatore fece intanto ritorno in Etiopia e l'esercito penetrò nel palazzo dove i membri del governo erano tenuti prigionieri dalla guardia imperiale che subito abbandonò le proprie posizioni, non prima di aver ucciso alcuni rappresentanti delle istituzioni e della nobiltà nel gran salone del palazzo, tra i quali si trovava anche Sejum Mangascià.
Venne sepolto ad Axum.

## Matrimonio e discendenza
Sposò la Uoizerò Tewabech, figlia del ras Michele di Wollo e sorella del ligg Iasù, che venne incoronata imperatrice d'Etiopia quando Michele ottenne successivamente il titolo di negus.
Ebbe tre figlie, tra le quali Wolete Israel Seyum che sposò poi il principe ereditario Amha Selassie. Da un precedente matrimonio aveva già avuto Kebbedech Seyum e da un successivo avrà Mangasha Seyum. Successivamente si sposò con Astede, appartenente al ramo Shewan della casata imperiale etiope.
Suo figlio, il ras Mangasha Seyum, che ha sposato una delle nipoti dell'imperatore Hailé Selassié, Aida Desta, è l'attuale erede come leul del Tigrè dell'abolita corona etiope.